# 神奈川県専修学校一覧
神奈川県専修学校一覧（かながわけんせんしゅうがっこういちらん）は、神奈川県の専修学校の一覧。

## 公立専修学校

### 横浜市

#### 中区
- 神奈川県立衛生看護専門学校

#### 旭区
- 神奈川県立よこはま看護専門学校

### 横須賀市
- 横須賀市立看護専門学校

### 平塚市
- 神奈川県立平塚看護大学校

### 藤沢市
- 藤沢市立看護専門学校

## 私立専修学校

### 横浜市

#### 鶴見区
- 横浜市医師会聖灯看護専門学校
- 鶴見ファッション・ビジネス専門学校
- 横浜ファッションデザイン専門学校

#### 神奈川区
- 大原簿記情報ビジネス専門学校横浜校
- 大原医療秘書福祉保育専門学校横浜校
- 大原法律公務員専門学校横浜校
- 横浜ビューティー&ブライダル専門学校
- 横浜こども専門学校
- 横浜リゾート&スポーツ専門学校
- 横浜スイーツ&カフェ専門学校
- 横浜公務員&IT会計専門学校
- 情報科学専門学校横浜西口校
- 浅野工学専門学校
- 横浜トリミングスクール
- 横浜医療専門学校
- 横浜調理師専門学校
- 横浜医療秘書歯科助手専門学校
- 横浜日建工科専門学校
- 駿台予備学校横浜校
- 専修学校代々木ゼミナール横浜校

#### 西区
- 河合塾横浜校
- グレッグ外語専門学校横浜校
- 横浜デザイン学院
- 横浜経理専門学校
- 横浜歯科技術専門学校
- 岩谷学園テクノビジネス横浜保育専門学校
- 横浜fカレッジ
- アーツカレッジヨコハマ
- 国際フード製菓専門学校
- 専門学校横浜ミュージックスクール
- 岩谷学園アーティスティックB横浜美容専門学校
- 岩谷学園高等専修学校

#### 中区
- 横浜YMCA学院専門学校

#### 保土ヶ谷区
- 聖ヶ丘教育福祉専門学校
- 横浜栄養専門学校

#### 青葉区
- 國學院大學幼児教育専門学校

#### 旭区
- 横浜システム工学院専門学校
- 専門学校日産横浜自動車大学校

#### 港北区
- 横浜理容美容専門学校
- 新横浜歯科技工士専門学校
- 東京綜合写真専門学校
- 横浜高等教育専門学校
- 情報科学専門学校新横浜校
- 横浜デジタルアーツ専門学校
- 呉竹鍼灸柔整専門学校
- 矢沢服飾専門学校
- 新横浜歯科衛生士専門学校
- 独立行政法人労働者健康福祉機構横浜労災看護専門学校

#### 緑区
- イムス横浜国際看護専門学校

#### 港南区
- 横浜市病院協会看護専門学校

#### 南区
- JCHO横浜中央病院附属看護専門学校
- 横浜テクノオート専門学校

#### 戸塚区
- 湘南医療福祉専門学校
- 横浜YMCAスポーツ専門学校
- 横浜リハビリテーション専門学校
- 国立病院機構横浜医療センター附属横浜看護学校
- 横浜保育福祉専門学校

### 川崎市

#### 川崎区
- 外語ビジネス専門学校
- 関東美容専門学校
- 日本溶接技術センター付属日本溶接構造専門学校
- 米山ファッション・ビジネス専門学校

#### 多摩区
- YMCA福祉専門学校

#### 宮前区
- 聖マリアンナ医科大学看護専門学校
- 高津看護専門学校

### 相模原市

#### 緑区
- 神奈川経済専門学校

#### 中央区
- 相模原調理師専門学校

#### 南区
- 医療ビジネス観光福祉専門学校
- 神奈川柔道整復専門学校
- 相模原看護専門学校

### 横須賀市
- 横須賀法律行政専門学校
- ヨコスカ調理製菓専門学校

### 平塚市
- 神奈川ビジネス・カレッジ
- 湘南歯科衛生士専門学校
- 神奈川社会福祉専門学校
- 湘南平塚看護専門学校
- 日本ヒューマンセレモニー専門学校

### 鎌倉市
- 鎌倉早見美容芸術専門学校

### 藤沢市
- 専門学校国際新堀芸術学院
- 湘南看護専門学校
- 日本ガーデンデザイン専門学校

### 小田原市
- 神奈川衛生学園専門学校
- 崎村調理師専門学校
- おだわら看護専門学校
- 小澤高等看護学院
- 積善会看護専門学校

### 茅ヶ崎市
- 茅ヶ崎看護専門学校
- 茅ヶ崎リハビリテーション専門学校

### 秦野市
- アイム湘南美容教育専門学校

### 厚木市
- 厚木高等専修学校
- 厚木調理師学校
- 関東歯科衛生士専門学校
- 厚木看護専門学校
- 厚木文化専門学校
- YMCA健康福祉専門学校

### 大和市
- 大和商業高等専修学校
- 柏木実業専門学校

### 伊勢原市
- 国際総合健康専門学校

### 綾瀬市
- 湘央医学技術専門学校
- 湘央生命科学技術専門学校
- 生蘭高等専修学校